# Euphranta numeralis
Euphranta numeralis är en tvåvingeart som beskrevs av Permkam och Albany Hancock 1995. Euphranta numeralis ingår i släktet Euphranta och familjen borrflugor. Inga underarter finns listade i Catalogue of Life.